# 国际工人联盟—第四国际
国际工人联盟—第四国际（英語：International Workers League – Fourth International，缩写为IWL-FI，缩写为LITci，缩写为LIT-QI）是一个托洛茨基主义—莫雷诺主义国际组织，追随阿根廷托洛茨基主义理论家纳韦尔·莫雷诺的政治思想路线。
该组织最大的支部是巴西的统一工人社会党。
国际工人联盟—第四国际的刊物是通讯《国际邮件》和理论期刊《活的马克思主义》，主要用西班牙语撰写，但也翻译成其他数种语言。

## 历史
莫雷诺派起源于第四国际国际委员会，后于1963年追随美国社会主义工人党加入重新统一后的第四国际。1969年，第四国际决定支持拉丁美洲左翼组织发动的游击战争，莫雷诺派表示反对，多个莫雷诺派组织被第四国际降格为同情组织。
虽然莫雷诺派对桑地诺民族解放阵线抱持批判态度，但在尼加拉瓜内战期间他们还是派遣了数个志愿军队伍去协助。这遭到第四国际的反对，因为这些志愿者不受桑地诺控制；唯一也这么做的是朗贝尔派。后来，莫雷诺派退出第四国际并与朗贝尔派一起组建“争取第四国际重建对等委员会”。1981年，莫雷诺派退出，因为莫雷诺抱怨朗贝尔与工会官僚保持联系。1982年，莫雷诺派建立国际工人联盟—第四国际。

## 支部
- 阿根廷 统一工人社会党
- 巴西 统一工人社会党
- 智利 国际工人运动
- 哥伦比亚 社会主义工人党
- 工人党
- 薩爾瓦多 工人社会主义团结
- 社会主义工人党
- 義大利 共产主义替代党
- 巴拉圭 工人党
- 秘魯 社会主义工人党
- 葡萄牙 在斗争
- 西班牙 红色潮流

## 同情支部
- 比利时 共产主义工人联盟
- 玻利维亚 社会主义斗争
- 争取社会主义运动
- 墨西哥 工人社会主义团体
- 巴拿马 争取社会主义工人联盟
- 塞内加尔 塞内加尔人民联盟
- 英国 国际社会主义联盟
- 美国 工人之声
- 美国 工人潮流
- 乌拉圭 工人社会主义左翼
- 委內瑞拉 工人社会主义团结

## 前支部
- 玻利维亚 工人社会主义运动
- 法國 国际主义社会主义团体
- 葡萄牙 社会主义替代运动
- 西班牙 工人革命党—革命左翼

## 前同情支部
- 俄羅斯 国际主义工人党
- 土耳其 红色
- 乌克兰 乌克兰共产主义工人联盟

## 脚注
1. ↑  Alexander 1991，第554頁.
2. ↑  Alexander 1991，第225頁.
3. ↑  Alexander 1991，第555頁.